# Generalen kidnappad
Generalen kidnappad (engelska: Ill Met by Moonlight) är en brittisk krigsfilm från 1957 i regi av Emeric Pressburger och Michael Powell.
Filmen bygger på W. Stanley Moss roman med samma namn.

## Handling
Under andra världskriget planerar grekiska motståndsmän, ledda av brittiska officerare, att kidnappa den tyska kommendanten på Kreta.

## Rollista i urval
- Dirk Bogarde - major Patrick Leigh Fermor
- Marius Goring - generalmajor  Heinrich Kreipe
- David Oxley - kapten W. Stanley Moss
- Cyril Cusack - Sandy
- Laurence Payne - Manoli
- Wolfe Morris - George
- Michael Gough - Andoni Zoidakis
- Brian Worth - Stratis Saviolkis
- Christopher Lee - tysk officer
- David McCallum - sjöman